# Менеко

Острів Менеко до 2000 року.

Мене́ко (яп. 女猫島, めねこしま, менеко-сіма, «острів Кішки») — маленький безлюдний острів у західній частині Внутрішнього Японського моря, між островом Хонсю та  Сімо-Камаґарі. Належить до групи островів Ґеййо. Розташований в північній частині протоки Менеко. Площа — 8480,1 м². Складова кварталу Кавадзірі міста Куре. За формою нагадує кішку, що згорнулася калачиком. 2000 року через острів прокладено міст Акінада.